# Mission Terra
Mission Terra ist eine deutsche Kinder- und Jugendserie, die in den Jahren 1985–1988 vom Hessischen Rundfunk in Zusammenarbeit mit der TV-Studio-Film GmbH Berlin / Heidelberg produziert worden war.
Regie führte Carlo Rola. Es assistierten ihm Barbara Schubert und Renate Landkammer.
Der Untertitel zur Serie lautet: „Expedition zum blauen Planeten“.

## Handlung
Auf einem Planeten in einer anderen Galaxie existiert eine hochentwickelte Zivilisation menschenähnlicher Wesen. Sie entdeckt eines Tages den blauen Planeten Terra (die Erde) und entsendet eine Expedition, die den fremden Planeten erforschen soll. Nach drei weiteren Erkundungsreisen, werden als Leiter Kommandeur Ro und die Wissenschaftlerin Dr. Kyra mit einer fünften Expeditionsreise zu Terra beauftragt. Außerdem zählen noch der sprechende Roboter Mikrolino, das fliegende Auge Zoom und der Bordcomputer MOX zur Crew. Wie sich bei der Landung herausstellt, ist die Atemluft auf dem Planeten Terra für Kommandeur Ro und Dr. Kyra giftig, und so sind sie bei ihren Forschungsarbeiten auf die Hilfe des intelligenten und abenteuerlustigen Roboters Mikrolino sowie Zoom angewiesen. Ziel ist, möglichst viel über Lebensweisen der, wie sie es nennen, „intelligenten Zweibeiner“ zu erfahren, sowie Zusammenhänge des Lebensraums Erde zu erforschen. Beispielsweise wird so die Ernährung der Menschen, das Problem der Müllentsorgung oder das Wetter auf der Erde untersucht.
Das fliegende Auge Zoom und Mikrolino, der gelegentlich in bedrohliche Situationen gerät und einmal fast auf dem Schrottplatz landet, beschaffen den außerirdischen Wissenschaftlern wichtige Informationen, die anschließend vom Bordcomputer MOX verarbeitet werden. Es entstehen dann kurze Filme, in denen die jeweiligen Abläufe, so zum Beispiel die Wiederverwertung von Glas, erklärt werden. Als Reisemittel dient der Crew ihr Raumschiff Metamor 5, das in Miniaturgröße durch die Welt fliegt. Metamor 5 kann in jeden beliebigen Gegenstand eintauchen und verschwinden, beispielsweise in einem Kaugummiautomaten oder einer Ketchupflasche. Dies führt oftmals zu Schwierigkeiten und bringt die Bordbesatzung einige Male in Gefahr.

## Episodenliste
1. Wasser
2. Gefährliche Lüfte / Themengebiet: Luft
3. Feuer / Feuer
4. Da geht dem Schneemann der Hut hoch / Wetter
5. Autopilot in großer Not / Flughafen
6. Der verhängnisvolle Käse / Käse
7. Autos, Müll und Tränen / Müll
8. Eine schlaflose Nacht / Schlafen
9. Das Geheimnis der Pyramiden / Pyramiden
10. Dreißig Meter Richtung All / All
11. Die Entlarvung / Insekten
12. Rendevouz in Öl / Maschinen
13. Direkt ins Auge / Licht
14. Der Traktor ruft / Ackerbau
15. Von Stürzen und anderen Flügen / Fortbewegung
16. Im Netz der Spinne / Spinnen
17. Der Todessprung vom Tellerrand / Nahrungskette
18. Eine alte Rechnung / Zahlen
19. Kaltes Feuer / Steine
20. Die Lärmschlacht / Lärm
21. Das Moorloch / Moor
22. Die Rache des Roboters / Spielen
23. SOS Nordsee / Nordsee
24. … wie am Spieß / Grillen

## Brettspiel
Von der Fernsehserie Mission Terra existiert eine Brettspielversion. Sie wurde entwickelt von Jan von Kügelgen und erschien in einer Gemeinschaftsproduktion bei Wolfgang-Mann-Verlag GmbH Berlin sowie der Franckh'schen Verlagshandlung Stuttgart.